# Peliala covitalis
Peliala covitalis là một loài bướm đêm trong họ Erebidae.